# Andrée Dumon
Andrée Dumon (ook Dumont), Nadine in het verzet (Brussel, 5 september 1922 – Nijvel, 30 januari 2025) was een Belgische verzetsstrijder uit de Tweede Wereldoorlog. Zij was lid van het Comète-netwerk, dat geallieerde piloten die boven vijandelijk gebied waren neergeschoten via Frankrijk en Spanje hielp terugkeren naar Engeland. Na verraad werd zij gearresteerd en naar Ravensbrück en uiteindelijk Mauthausen gedeporteerd. Daar werd zij in april 1945 bevrijd.
Na vele jaren stilzwijgen besloot zij vanaf de jaren 90 te getuigen voor jongeren en het grote publiek over haar oorlogsjaren.

## Jeugd
Het gezin Dumon woonde tot Andrée zes jaar was in Belgisch-Congo, waar haar vader werkte als tropenarts. In 1928 keerden zij terug naar België. Het gezin was buitengewoon patriotisch en wilde in de Tweede Wereldoorlog beslist iets doen tegen de bezetter. Vader Eugène werd een van de leiders van het Reseau Luc-Marc. De ouders van Andrée en haar zus Aline sloten zich aan bij het Belgische Rode Kruis. Zo kwamen zij te weten dat geallieerde vliegers zich op Belgisch grondgebied verborgen hielden. Andrée begon op goed geluk aan haar verzet, aanvankelijk op haar eigen manier door letters V die ze uit krantenpapier knipte op de Brusselse muren te plakken en door met luide stem vaderlandslievende liedjes te zingen. Het symbool V stond voor vrijheid in het Nederlands en victoire in het Frans.

## Verzetsactiviteiten
Andrée, die het pseudoniem Nadine aannam om verwarring met Andrée De Jongh te voorkomen, begon haar echte verzetswerk als koerierster voor haar vader. Ze verdeelde verzetskranten en bracht brieven over. Zo voerde ze vele opdrachten uit, eerst in Brussel, later in Drongen en Brugge. In oktober 1940 ontmoette haar moeder Marie Plessix (Françoise in het verzet) de vader van Andrée De Jongh, Frédéric De Jongh, die aan de basis stond van het Comète-netwerk. Deze stelde Andrée voor, voor hem te werken. Zij accepteerde dit voorstel onmiddellijk enthousiast. In december 1941 bracht ze voor het eerst een geallieerde piloot van Brussel naar Valenciennes, waarvandaan anderen hem verder naar Parijs zouden brengen. Als snel bracht ze zelf mensen naar Parijs. Zo maakten enkele tientallen Engelse, Canadese, Australische en Amerikaanse piloten gebruik van haar diensten om België en het bezette Frankrijk door te komen. In Parijs werden zij overgenomen door andere passeurs van het Comète-netwerk die ze door de Pyreneeën naar Spanje brachten.

## Arrestatie
Op 11 augustus 1942 werd het gezin gearresteerd, aangegeven door een verrader die in het verzetswerk was geïnfiltreerd om namen aan de Duitsers door te geven. Moeder Marie werd naar de gevangenis van Sint-Gillis gestuurd en er werd pas veel later weer iets van haar vernomen. Eugène en Andrée werden naar het kantoor van de Reichssicherheitsdienst in de Brusselse Dwarsstraat gebracht. Alleen haar zus Aline, die niet thuis was, ontkwam aan de arrestatie; zij werd later Comète-agente onder de codenamen Michou en Lily.
De ondervraging van Andrée, vergezeld van klappen en dreigementen met executie, duurde tot eind september 1942. Daarna werd ze opgesloten in de gevangenis van Sint-Gillis, waar ze een jaar zou verblijven voor zij als Nacht-und-Nebelgevangene uit de registers zou verdwijnen. Ze werd geholpen door haar rotsvaste geloof in de uiteindelijke overwinning, haar jonge leeftijd (twintig jaar) en haar vermogen altijd haar gevoel voor humor te bewaren.

## Deportatie
Haar deportatie begon met de intense vreugde haar vader terug te zien die met hetzelfde transport naar het oosten werd gedeporteerd. Sinds de arrestatie hadden ze elkaar niet meer gezien. Een meelevende Duitse soldaat liet hen enige tijd samen maar in Keulen werden ze gescheiden, waarna ze elkaar nog kort zagen in Essen. Vervolgens zag Andrée hem nog een laatste keer in een colonne gevangenen. Eugène Dumon overleed op 9 februari 1945 in het concentratiekamp Groß-Rosen. 
Andrée werd tot dwangarbeid gedwongen en werd als Nacht-und-Nebelgevangene constant verhuisd van de ene naar de andere gevangenis in Trier, Keulen, Mesum, Zweibrücken en Essen. In het concentratiekamp van Gross-Strehlitz kwam ze Nina Vankerkhove tegen die ze nog van het verzet kende. Samen ondernamen ze een ontsnappingspoging, maar werden twee uur later verraden door een lokale boer. Andrée werd daarop naar het vrouwenconcentratiekamp in Ravensbrück gedeporteerd, om uiteindelijk in maart 1944 in het concentratiekamp Mauthausen te eindigen. De reis van Ravensbrück naar Mauthausen duurde vier dagen, zonder eten en drinken, in deplorabele hygiënische omstandigheden. Andrée leed aan een dubbele oorontsteking en bij aankomst in Mauthausen was ze aan het eind van haar krachten. Terwijl een man haar naar de barak droeg, werd zij bemoedigend toegesproken door andere gevangenen die haar zeiden moed te houden, waarop zij antwoordde: Ik heb wel moed, maar ik heb geen kracht meer. Mauthausen was het kamp waar de "onverbeterlijke vijanden" van het Derde Rijk heen werden gestuurd en had als beleid de gevangenen uit te roeien door zware arbeid. Dumon werd al snel naar de steengroeven gestuurd.

## Bevrijding
Mauthausen werd op 22 april 1945 bevrijd door het Canadese Rode Kruis, twee en een half jaar na Andrées arrestatie. Ze maakte een lange reis terug naar België via Sankt Gallen en Annecy, waar ze de trein naar Brussel nam. Op 1 mei 1945 kwam ze daar aan en werd door haar moeder en mevrouw De Jongh opgewacht aan het Noordstation.

## Later leven
De erbarmelijke gevangenisjaren hadden Andrée Dumon zwaar verzwakt. Ze leed onder meer aan een tyfusbesmetting. Het duurde twee jaar eer ze enigszins hersteld was. Ze trouwde met Gustave Antoine, ze kregen twee kinderen en bouwden een textielbedrijf uit.
Als lid van de Koninklijke Unie der Inlichtingen- en Actiedienst (KUIAD) hielp ze bij het opstellen van een degelijk statuut voor de Inlichtingen- en Actieagenten (IAA) en zorgde ze voor een financiële compensatie voor hun fysieke en materiële ontberingen. Ze zette zich ook in voor de emancipatie van de vele vrouwelijke verzetsstrijders in het Comète-netwerk. Ze onderhield contact met de geredde piloten en militairen, die op haar uitnodiging geregeld naar België kwamen. Op haar beurt reisde ze geregeld naar het Verenigd Koninkrijk, Australië, Canada en de Verenigde Staten.
Zoals zoveel gedeporteerden praatte Dumon vele jaren niet over haar ervaringen. Pas toen ze tegen de zeventig liep, begon ze haar verhaal aan jongeren te vertellen. In 2011 wijdde de BBC de documentaire Nadine was betrayed by... aan haar. In de jaren 2010 bracht ze haar memoires uit met het boek Je ne vous ai pas oubliés.
Dumon overleed op 30 januari 2025 op 102-jarige leeftijd.

## Eerbetoon
In 2018 besloot de gemeenteraad van Ukkel een lusvormige straat naar haar te vernoemen in de door projectontwikkelaar Matexi nieuw aangelegde woonwijk. Deze straat kreeg de naam Andrée Dumontgaarde, met een T, volgens de officiële opname in het Rijksregister.

## Publicatie
- Je ne vous ai pas oubliés. Liberté 1945, 2013, eigen beheer
- Je ne vous ai pas oubliés. Liberté 1945, Editions Mols, Collection Histoire, inl. Marie-Pierre d'Udekem d'Acoz, 2018. ISBN 9782874022395

## Documentaires
- Nadine was betrayed by..., BBC, 2011
- Andrée Dumon Les combattants de l'Ombre, getuigenissen van verzetsmensen ARTE-TV, Bernard George, 2011
- Témoignage d'Andrée Dumon, IV-INIG, IV-NIOOO, 2012